# 26A busz (Budapest)
A budapesti 26A jelzésű autóbusz a Göncz Árpád városközpont metróállomás és Margitsziget, Centenáriumi emlékmű között közlekedett 2024 nyarán. A viszonylatot a Budapesti Közlekedési Zrt. üzemeltette.

## Története
2024. július 29. és augusztus 2. között a 26-os busz a Nyugati pályaudvar felé terelt útvonalon, a Róbert Károly körút – Váci út – Ferdinánd híd – Podmaniczky utca – Teréz körút útvonalon közlekedett, ezért a kieső szakaszának részleges pótlására 26A jelzéssel ideiglenes járat indult.

## Útvonala
| Margitsziget, Centenáriumi emlékmű felé                                                                                  | Göncz Árpád városközpont metróállomás felé |
| --- | --- |
| Göncz Árpád városközpont M vá. – Róbert Károly körút – Árpád híd – Margitsziget – Margitsziget, Centenáriumi emlékmű vá. | Margitsziget, Centenáriumi emlékmű vá. – Margitsziget – Árpád híd – Róbert Károly körút – Teve utca, forduló – Róbert Károly körút – Göncz Árpád városközpont M vá. |

## Megállóhelyei
Az átszállási kapcsolatok között az azonos útvonalon közlekedő 26-os busz nincs feltüntetve.
| 0  | Göncz Árpád városközpont M végállomás         | 13 | 1, 1A 32, 34, 106, 120 79 Helyközi buszok |
| 1  | Göncz Árpád városközpont M                    | 11 | 1, 1A 32, 34, 106, 120 79 Helyközi buszok |
| 2  | Népfürdő utca / Árpád híd                     | 10 | 1, 1A 15, 34, 106 79                      |
| ∫  | Margitsziget / Árpád híd                      | 8  | 34, 106                                   |
| 4  | Zenélőkút                                     | 6  |                                           |
| 5  | Szállodák (Hotels)                            | 5  |                                           |
| 6  | Szabadtéri Színpad                            | 4  |                                           |
| 7  | Palatinus fürdő                               | 3  |                                           |
| 8  | Parkmozi köz                                  | 2  |                                           |
| 9  | Hajós Alfréd uszoda                           | 1  |                                           |
| 11 | Margitsziget, Centenáriumi emlékmű végállomás | 0  |                                           |

1. ↑  A 15-ös busz, illetve a 79-es trolibusz a Népfürdő utcában, a Dagály utca és az Árpád híd között áll meg.